# Boer du Cap
Pour les articles homonymes, voir Boer.
Le Boer du Cap (afrikaans : Kaapse boerperd) est une race de chevaux de selle originaire d'Afrique du Sud, sélectionnée à partir du cheval du Cap, dont il constitue une version plus grande et plus moderne, modifiée par des croisements réguliers avec le Hackney et le Saddlebred. Il possède souvent des allures supplémentaires.

## Dénomination
D'après l'écrivain Giacomo Giammatteo, la seule graphie juste du nom de cette race de chevaux fait appel à une initiale en lettre majuscule dans le mot Boer, dans la mesure où cette race est nommée d'après le groupe humain des Boers.

## Histoire

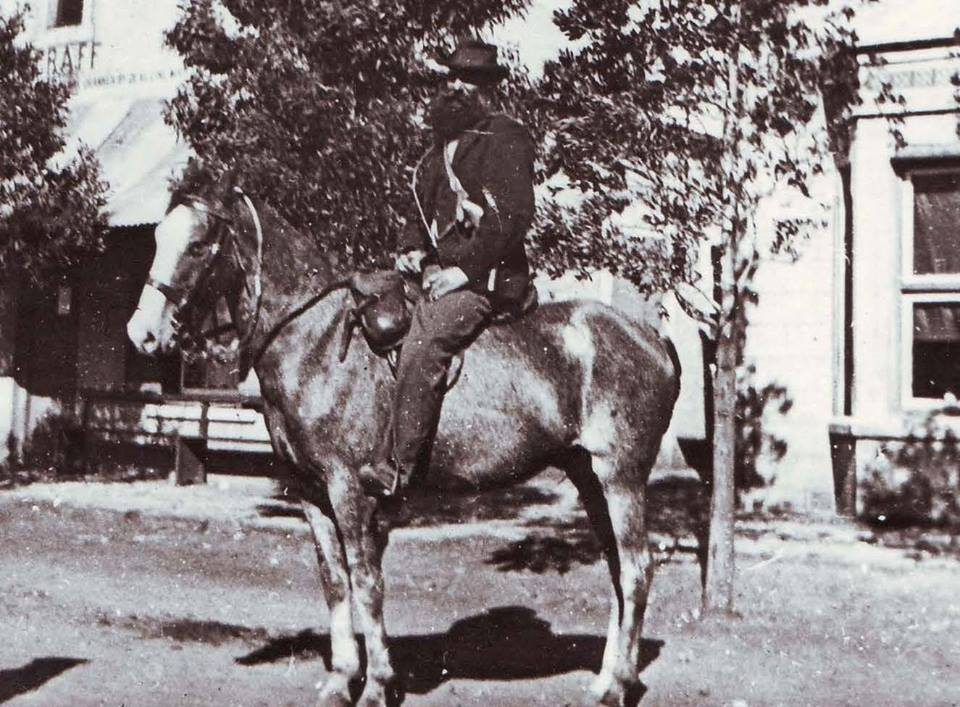
Genl de la Rey et Bokkie, 1914

Issu du cheval du Cap (qui n'est vraisemblablement pas un poney), le Boer du Cap constitue une version « améliorée » de ce dernier, sélectionné à l'origine pour le travail agricole. Ses ancêtres ont été croisés avec des Hackneys et des Saddlebred. Durant la seconde moitié du XIXe siècle, il a reçu l'influence du Frison du Hackney, du trotteur Norfolk, et du Cleveland Bay.
Une association d'éleveurs, la Kaapse Boerperd Breeders Society of South Africa, est créée en 1948. Un désaccord entre les éleveurs sud-africains conduit à une scission entre deux associations aux objectifs d'élevage différents, la création de la Boerperd Breeder's Society of South Africa s'accompagnant de croisements du cheptel restant de poneys Boer historiques avec des Saddlebred, des Hackneys, des Pur-sangs et des Arabes.
En 1993, constatant un risque de perte d'identité de la race, les éleveurs ré-introduisent huit étalons de croisement afin de renforcer les traits distinctifs caractéristiques du Boer du Cap. La race reste en cours de sélection, son stud-book n'ayant été fermé qu'en 1999,.

## Description
Le guide Delachaux lui attribue une fourchette de taille allant de 1,42 m à 1,62 m. 
La tête est longue, sèche et finement ciselée, de profil rectiligne, avec de grands yeux écartés et des oreilles de moyenne longueur. L'attache de gorge est fine. L'encolure est portée haut, longue, et légèrement arquée, l'épaule inclinée et musclée. Le dos est court, le corps profond, les jambes sont solides, avec des articulations larges.
La robe est généralement baie.
La race peut présenter des allures supplémentaires. Ces chevaux sont réputés endurants, et de pied sûr.

## Utilisations
Les Boer du Cap sont montés pour diverses activités, telles que le dressage, le saut d'obstacles, ou l'équitation de loisir. 

## Diffusion de l'élevage
La race est propre à l'Afrique du Sud. Le guide Delachaux indique un effectif de 1 924 sujets en 2013.